# Renshou
Renshou  (en chino, 仁寿; pinyin, Rénshòu) es un condado  bajo la administración directa de la Prefectura Meishan en la Provincia de Sichuan, República Popular China. Su área es de 2607 km² y su población total para 2010 superó los 1,23 millones de habitantes.

## Administración
Desde diciembre de 2019, el  Condado Renshou  se divide en 32 pueblos que se administran en 4 subdistritos, 26 poblados y 2 villas.

## Toponimia
El topónimo Renshou apareció en el año 593 durante dinastía Sui cuando el Condado Puning (普宁县) cambio a su nombre actual. El sinograma "Ren" (仁) se eligió porque la región formaba parte de la Comandancia Huairen (怀仁郡). Este carácter, que significa 'benevolencia', se combinó con el sinograma "Shou" (寿), que significa 'longevidad', dando como resultado el nombre Renshou, que puede interpretarse como «la (tierra) de benevolencia y longevidad». 
Otra teoría sugiere que el nombre proviene del Palacio Renshou (仁寿宫), se basa en una cita de Analectas de Confucio (论语·雍也) que dice: "Los buenos viven mucho tiempo" (仁者寿之意 Rénzhě Shòuzhī), lo que significa que el nombre Renshou refleja una profunda conexión con los valores confucianos de virtud y longevidad, así como con la historia y la cultura de la región.